# Albert Satoshi Kobayashi
Albert Satoshi Kobayashi (Chicago, Illinois, 9 de dezembro de 1924) é um engenheiro estadunidense.
Kobayashi estudou na Universidade de Tóquio, obtendo o bacharelato em 1947, e trabalhou até 1950 como engenheiro no Japão (Konishiroku Photo Industry). Obteve o mestrado em 1952 na Universidade de Washington e o doutorado em 1958 no Instituto de Tecnologia de Illinois. De 1953 a 1958 trabalhou como engenheiro na Illinois Tool Works e de 1958 a 1975 na Boeing. A partir de 1958 foi Professor Assistente e depois Professor na Universidade de Washington, e a partir de 1988 Professor da Cátedra Boeing Pennell de Análise Estrutural.
Trabalha com mecânica de corpos frágeis, análise experimental de tensões (análise interferométrica de Moiré), teoria da elasticidade, estática e dinâmica de estruturas mecânicas.
Em 2007 recebeu a Medalha Daniel C. Drucker e em 2010 a Medalha Nadai. Em 1997 foi condecorado com a Ordem do Sol Nascente. É fellow da Academia Nacional de Engenharia dos Estados Unidos, da Japan Society for the Promotion of Science e membro honorário da Society for Experimental Mechanics.
De 1977 a 1984 foi editor associado do Journal of Applied Mechanics.

## Obras
- Editor: Handbook on Experimental Mechanics, Prentice-Hall 1987, 2ª Edição VCH 1993
- Editor: Manual of engineering stress analysis, 3ª Edição, Prentice-Hall 1982
- Editor: Experimental techniques in fractures mechanics, 2 Volumes, Iowa State University Press 1973, 1975